# مدام (الطويلة)

تعديل مصدري - تعديل

مدام هي إحدى قرى عزلة بني الخياط بمديرية الطويلة التابعة لمحافظة المحويت، بلغ تعداد سكانها 361 نسمة حسب تعداد اليمن لعام 2004.